# Декларация независимости Эстонии

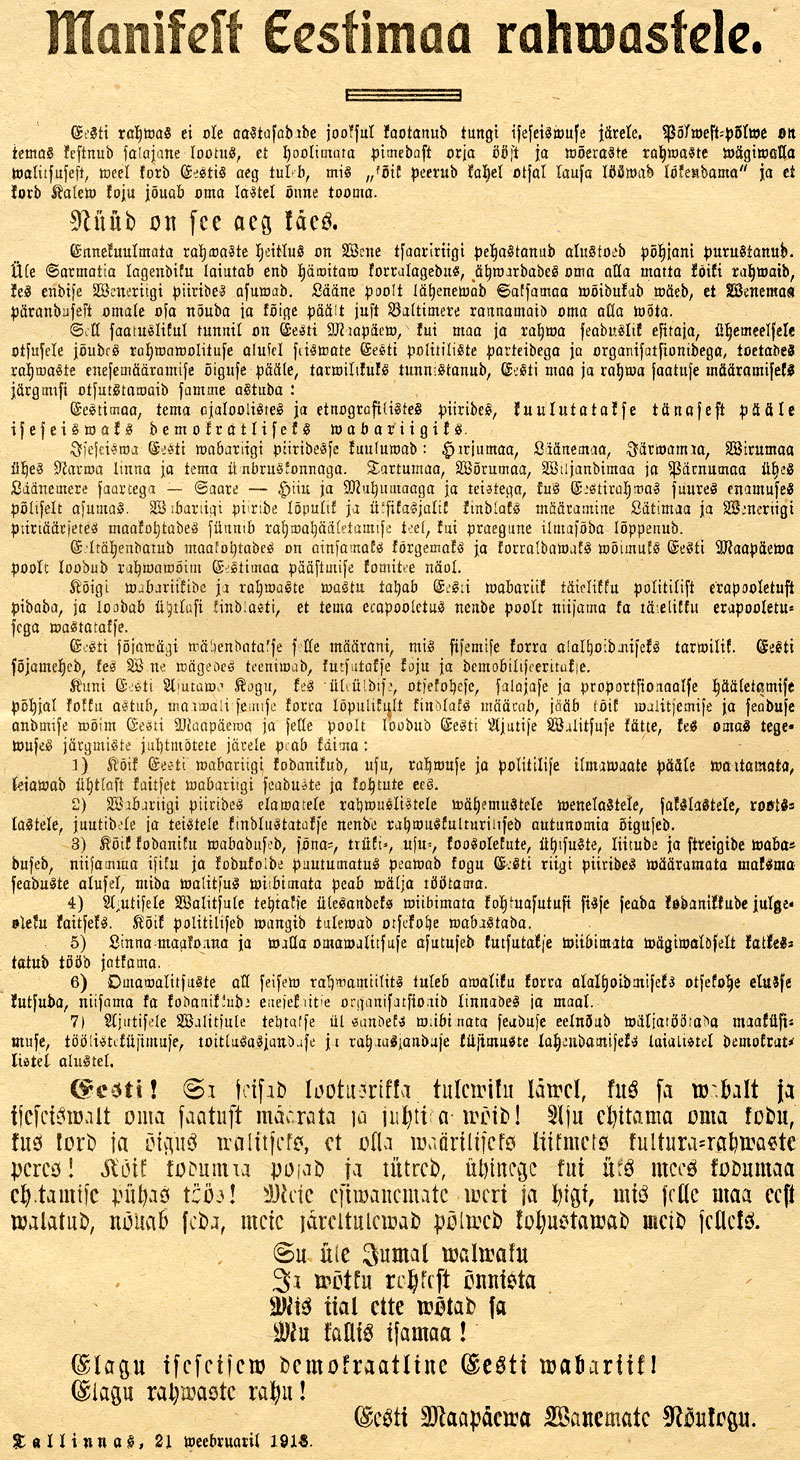
Манифест всем народам Эстонии

Декларация независимости Эстонии, также известная как Манифест всем народам Эстонии (эст. Manifest Eestimaa rahvastele) — акт об основании Первой Эстонской республики в 1918 году.
День опубликования Декларации в Ревеле — 24 февраля — празднуется как национальный праздник, День независимости Эстонии. Проект Декларации был подготовлен Комитетом спасения Эстонии, избранным старейшинами Земского совета Эстляндии. Объявление манифеста изначально предполагалось 21 февраля 1918 года, но провозглашение было отложено до вечера 23 февраля, когда манифест был напечатан и публично зачитан  в Пярну в театре Эндла. На следующий день, 24 февраля, манифест был напечатан и распространён в Ревеле (Таллине).

## История
Период второй половины XIX века и начала XX века стал временем эстонского национального пробуждения, сформировавшего запрос на равноправие эстонцев и остзейских немцев и ограничение доминирующей роли остзейских немцев в губернских и земских органах управления, а также в сфере культуры и образования. Попытки правительства в Санкт-Петербурге заменить немцев прибывающими из российских губерний чиновниками и утвердить в крае общероссийские порядки были непоследовательны и не имели большого успеха, но в то же время они подогрели стремление эстонцев к политической автономии по финскому образцу.

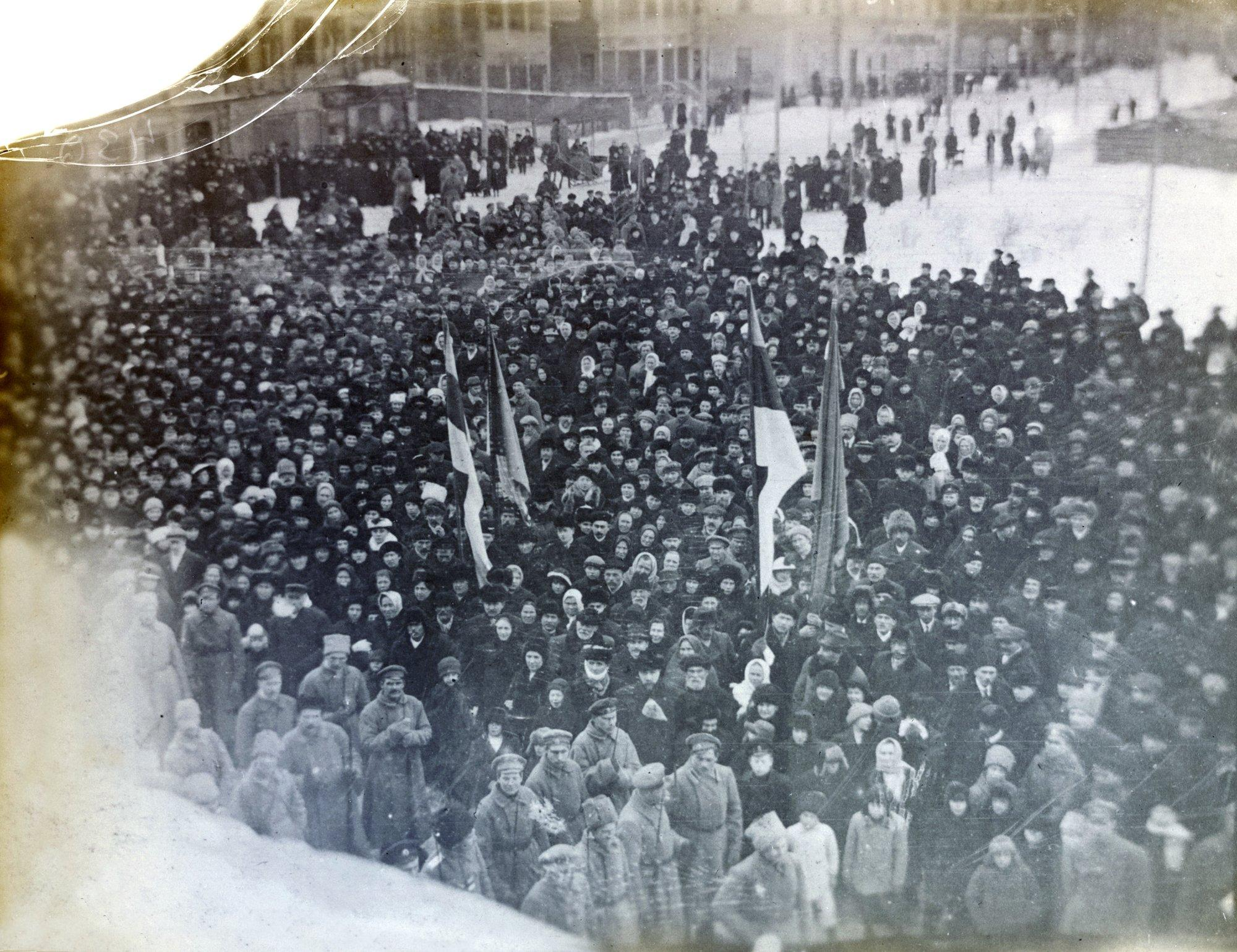
Празднование провозглашения независимости Эстонии в Пярну 24 февраля 1918 года

После Февральской революции 2 (15) марта 1917 года Временное правительство России издало постановление «О временном устройстве административного управления и местного самоуправления Эстляндской губернии», назначило комиссаром Эстляндской губернии ревельского городского голову Яана Поска и санкционировало создание при нём Временного Земского Совета Эстляндской губернии. Также была санкционирована передача в состав Эстляндской губернии северных уездов Лифляндской губернии с преимущественно эстонским населением. 19 февраля 1918 года Земский совет сформировал Комитет спасения Эстонии в составе Константина Пятса, Юри Вильмса и Константина Коника. Комитет 24 февраля опубликовал «Манифест ко всем народам Эстонии», объявлявший Эстонию независимой демократической республикой. Комитетом было сформировано Временное правительство Эстонии. Вслед за поражением Германии в Первой мировой войне 12 ноября совет старейшин Земского совета сформировал новый состав Временного правительства под председательством Константина Пятса, который 17 ноября был освобождён из немецкого концлагеря, и 19 ноября в Риге представители Германии подписали с Временным правительством договор о передаче последнему всей власти в стране. Правительство Советской России рассматривало в качестве законной власти в независимой Эстонии созданную 29 ноября 1918 года в Нарве Эстляндскую трудовую коммуну и отправило на помощь эстонским коммунистам части Красной Армии, однако ни её интервенция в Эстонию, ни встречная интервенция в Россию успехов не имели, и 2 февраля 1920 года РСФСР и Эстония заключили мирный договор.
В 1991 году Эстонская республика восстановила независимость.

## Содержание
Декларация о независимости обращалась к праву наций на самоопределение в условиях, когда «беспрецедентное столкновение наций обрушило гнилые основы Российской Империи» и «разрушительная анархия распространялась по просторам сарматских степей, угрожая поглотить все народы бывшей Российской Империи.... а приближающаяся с Запада победоносная германская армия готова взять свою часть российского наследия и завладеть российским побережьем Балтийского моря». Эстония объявлялась политически-нейтральной по отношению к соседним государствам и ожидала аналогичного нейтралитета в ответ.
Декларация предполагала возвращение в Эстонию и демобилизацию эстонцев, служащих в «российских вооружённых силах». Декларация гарантировала равный объём гражданских прав и свобод всем гражданам Эстонской Республики вне зависимости от их национальности, политических и религиозных взглядов, а также культурную автономию русскому, немецкому, еврейскому и другим национальным меньшинствам. Временное правительство должно было немедленно обеспечить отправление правосудия, а органы местного самоуправления восстановить свою нормальную работу, прерванную боевыми действиями. Все политические заключённые подлежали немедленному освобождению.
В Декларации в общем виде была очерчена территория вновь образуемого государства, отражающая упомянутые выше земельные приобретения Эстляндской губернии, однако там же указывалось, что «...окончательное определение границ Республики в пограничной с Россией и Латвией области будет осуществлено путём плебисцита по окончании продолжающейся мировой войны».